# The Abbey Road E.P.
The Abbey Road E.P. est un EP des Red Hot Chili Peppers, sorti en 1988.
Le titre et la pochette sont un hommage et une parodie de l'album Abbey Road des Beatles.
Sur la pochette, les quatre membres du groupe sont nus et ne portent qu'une chaussette sur leur sexe, il s'agit d'un clin d'œil à leurs débuts. En effet, quelques années plus tôt, ils avaient utilisé cette même technique pour se faire connaître dans une boîte à striptease.
Le disque comporte cinq pistes, quatre de ces chansons sont extraites des albums précédents du groupe, Catholic School Girls Rule, Hollywood (Africa) et True Men Don't Kill Coyotes étaient même déjà sorties en single. Quant à Fire, une reprise de Jimi Hendrix, on la retrouve l'année suivante sur leur album Mother's Milk.

## Liste des titres
1. Fire - 2:02
2. Backwoods - 3:06
3. Catholic School Girls Rule - 1:57
4. Hollywood (Africa) - 5:04
5. True Men Don't Kill Coyotes - 3:38